# Charles Frédéric Selmer
Pour les articles homonymes, voir Selmer.
Charles Frédéric Selmer, ou Frédéric Selmer (né le 6 mars 1819 à Arras, décédé le 17 février 1878 à Laon) est un musicien militaire et clarinettiste français, père des clarinettistes Henri (Chéry) et Alexandre qui fonderont les manufactures d'instruments de musique Henri Selmer Paris en France et « H&A Selmer Company » aux États-Unis.

## Biographie
Charles Frédéric Selmer est issu d'une famille de musiciens militaires et nait à Arras né le 6 mars 1819. 
Les origines des Selmer remonte vers 1645 à Hilsprich (Lorraine) avec la naissance de Jean Zelmer qui aura un fils Nicolas Zelmer (1680-1743). Un de leurs fils Mathias Zelmer (1708-1770) restera 21 ans au régiment de Lorraine et finira ses jours à Hilsprich comme invalide. Son fils Jean Jacob Selmer (Johannes Jacobus Zelmer), né le 10 février 1741 à Hilsprich et décédé à La Petite-Pierre en Alsace le 29 janvier 1830, était tambour-major au régiment de Salis-Samade. Son fils Jean Jacques Selmer, est musicien à la légion de Maine et Loire, clarinettiste au 2è régiment du corps royal du génie puis chef de Musique au 2ème régiment du Corps Royal et est le père de Charles Frédéric Selmer,.
Charles Frédéric Selmer est le filleul de Frédéric Berr (chef de musique). Il est élève au conservatoire de Paris  dans la classe de Hyacinthe Klosé et obtient son premier prix vers 1840. Il est rapporté qu'il était l'élève préféré de Klosé. Pour récompenser son talent exceptionnel même au regard des autres instruments, un « premier prix d'honneur » spécial est créé, et ce sera le seul prix d'honneur jamais décerné à un clarinettiste diplômé du conservatoire.

« Il était considéré comme le meilleur clarinettiste de son temps en France. »

— Alvin C. White
En 1845, il se marie à Nîmes à Anne Lambert, confectionneuse de bonnet et aura 15 fils et filles dont huit atteindront l'âge adulte.
En 1847, il est clarinettiste au 28è régiment d'infanterie de ligne. 
Vers 1857-1858, il habite un temps à Mézières où naîtra Henri Chéry. 
Il est chef de musique militaire au 9è régiment de ligne de 1858 à 1864. Il reçoit la médaille de Chevalier de la Légion d'honneur le 19 septembre 1860 et la médaille de Crimée,. 
Il demeure 6, place de l'église à Romainville en 1866. 
À la demande insistante du maire de Laon, Charles Frédéric Selmer, alors chef à la retraite du 9ème régiment d’infanterie à Paris, remplace le chef de la Garde nationale Émile Guérin le 14 janvier 1867 en gardant la double fonction de chef de musique de la garde nationale de Laon et de directeur de l’école municipale de musique. 
Le 29 août 1869, Charles Frédéric Selmer organise à Laon un concours musical auquel participent 8 harmonies et 24 fanfares. 
À la suite de la défaite de la guerre de 1870, la Garde Nationale est  dissoute par l'Assemblée Nationale et le Gouvernement d'Adolphe Thiers le 25 août 1871.
Charles Frédéric Selmer démissionne en septembre 1871 pour s'engager  dans l'Orchestre du Théâtre d'Alger. Il quitte Laon le 5 octobre 1871.
De retour 2 ans plus tard à Laon, Charles Frédéric Selmer organise la création de l'Union Chorale de Laon, à partir de 1873, étoffée de 38 musiciens.
Charles Frédéric Selmer décède le 17 février 1878 à Laon. 
Charles Frédéric Selmer a transmis sa passion pour la musique à ses enfants. Il enseigna la clarinette à ses fils Henri et Alexandre, qui étudieront plus tard comme lui au conservatoire de Paris puis s'intéresseront à la fabrication de becs et d'anches ainsi qu'à la facture instrumentale. Parmi ses autres enfants, Charles Nicolas Selmer (né en 1860 à Alger  et décédé en 1916) était l'un des meilleurs flûtistes de Paris, jouant flûte solo avec les orchestres de l'Opéra Comique et des Concerts Colonne pendant plus de vingt ans et Émile Selmer (né en 1857 à Mézières et décédé en 1920) est devenu célèbre en tant que trompettiste.

## Particularité
La ville de Laon a donné son nom à une de ses voies:
- rue Charles Frédéric Selmer, 02000 Laon